# Bartoušovský rybník
Bartoušovský rybník o rozloze vodní plochy 5,3 ha se nalézá na jižním okraji vesnice Bartoušov asi 3 km jihozápadně od centra obce Jičíněves v okrese Jičín.
Po hrázi rybníka vede místní účelová komunikace spojující Bartoušov s osadami Štěkov a Labouň. V blízkosti rybníka prochází železniční trať Nymburk–Jičín se zastávkou Bartoušov zastávka.
Rybník byl vybudován po roce 1880, poněvadž není zachycen na mapách III. vojenského mapování a je v roce 2019 využíván pro chov ryb.

## Galerie

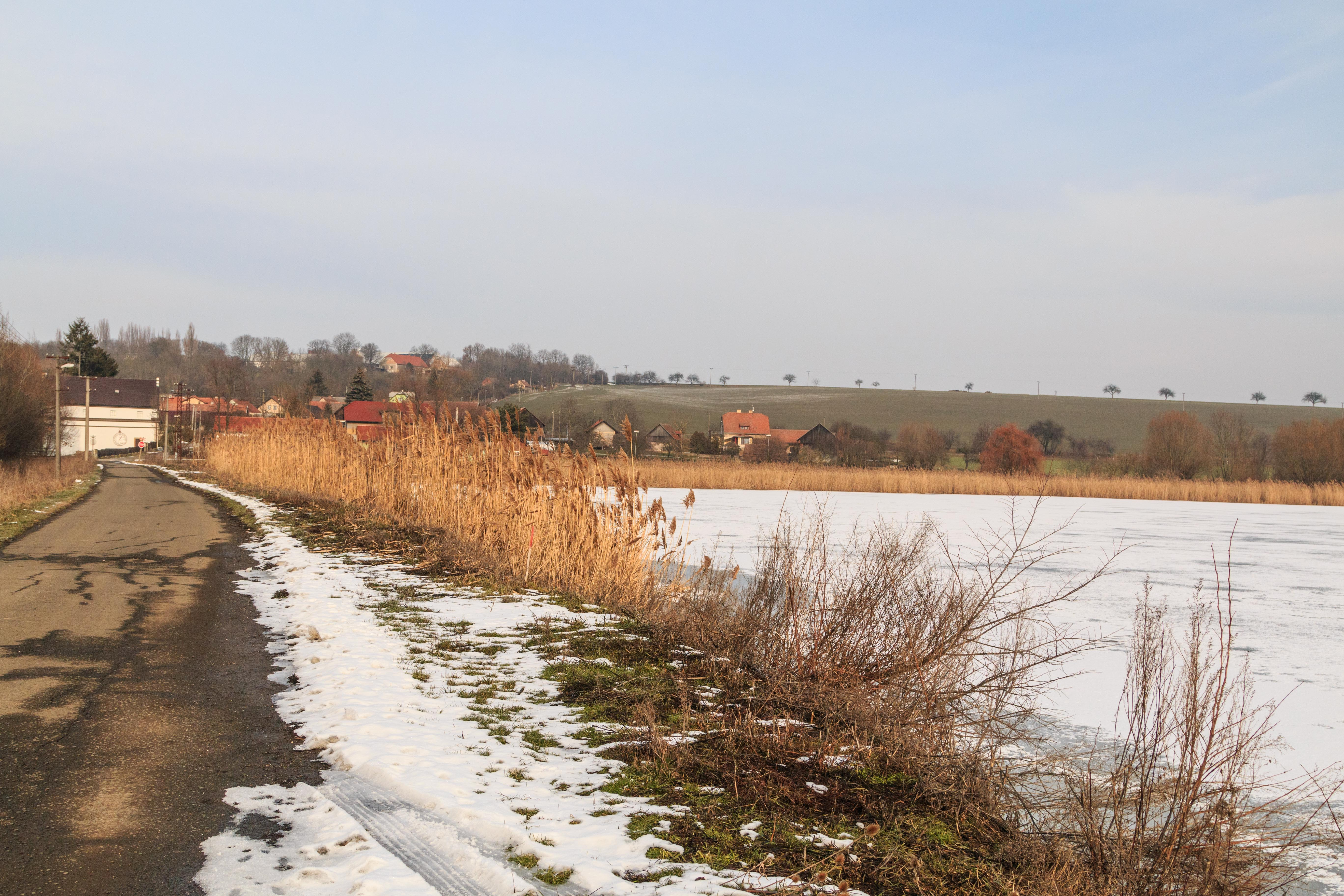
pohled na zamrzlý Bartoušovský rybník
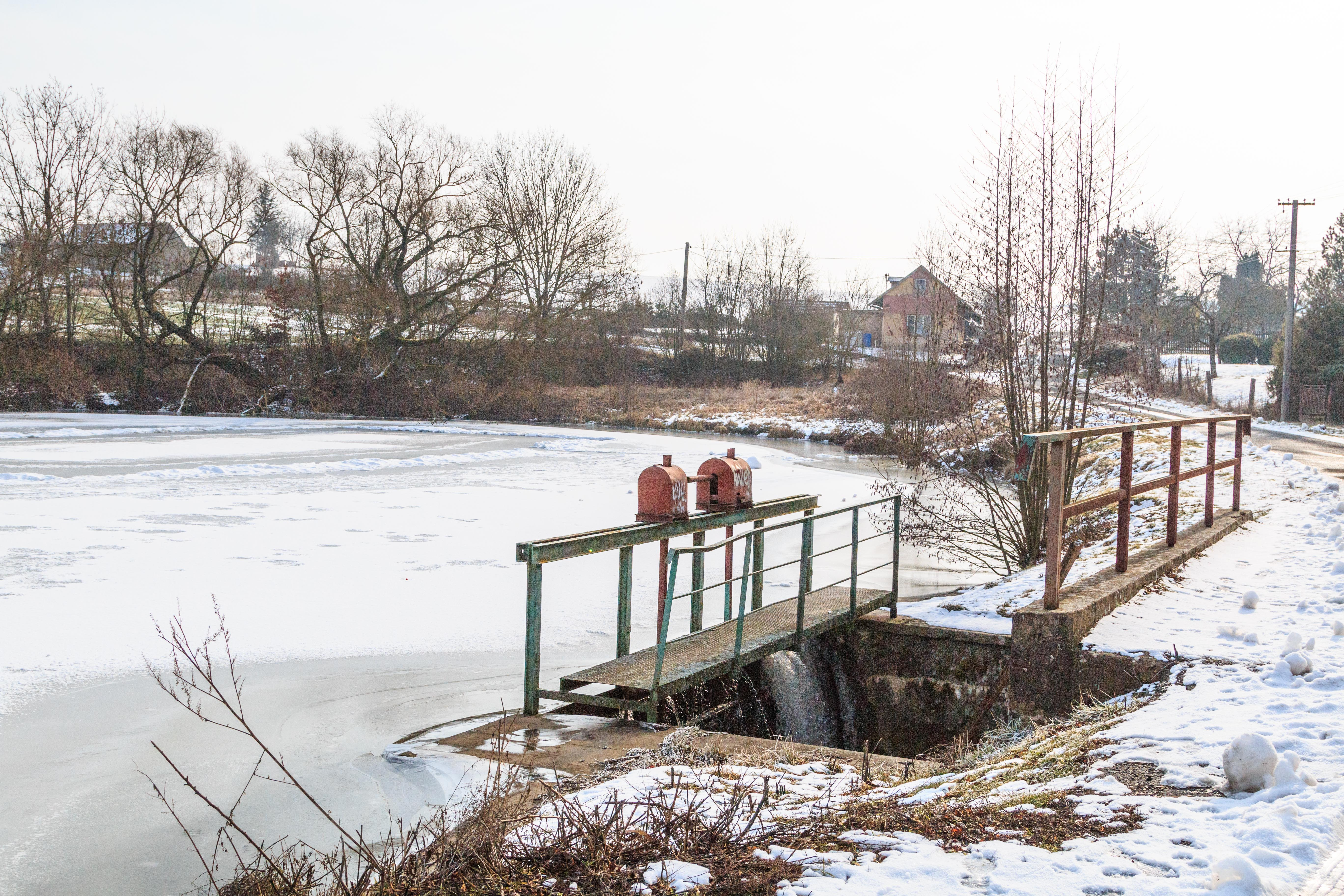
pohled na zamrzlý Bartoušovský rybník
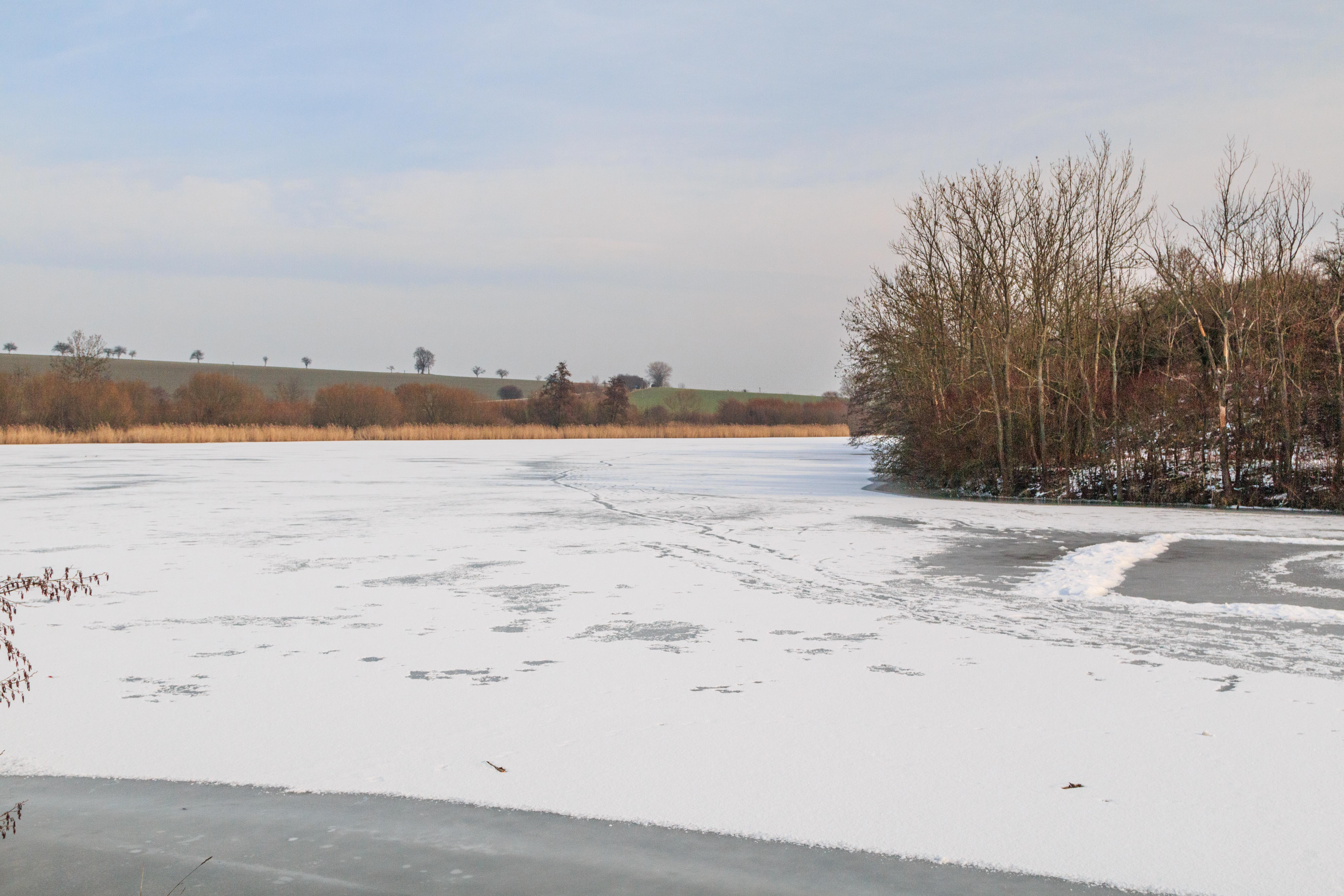
pohled na zamrzlý Bartoušovský rybník
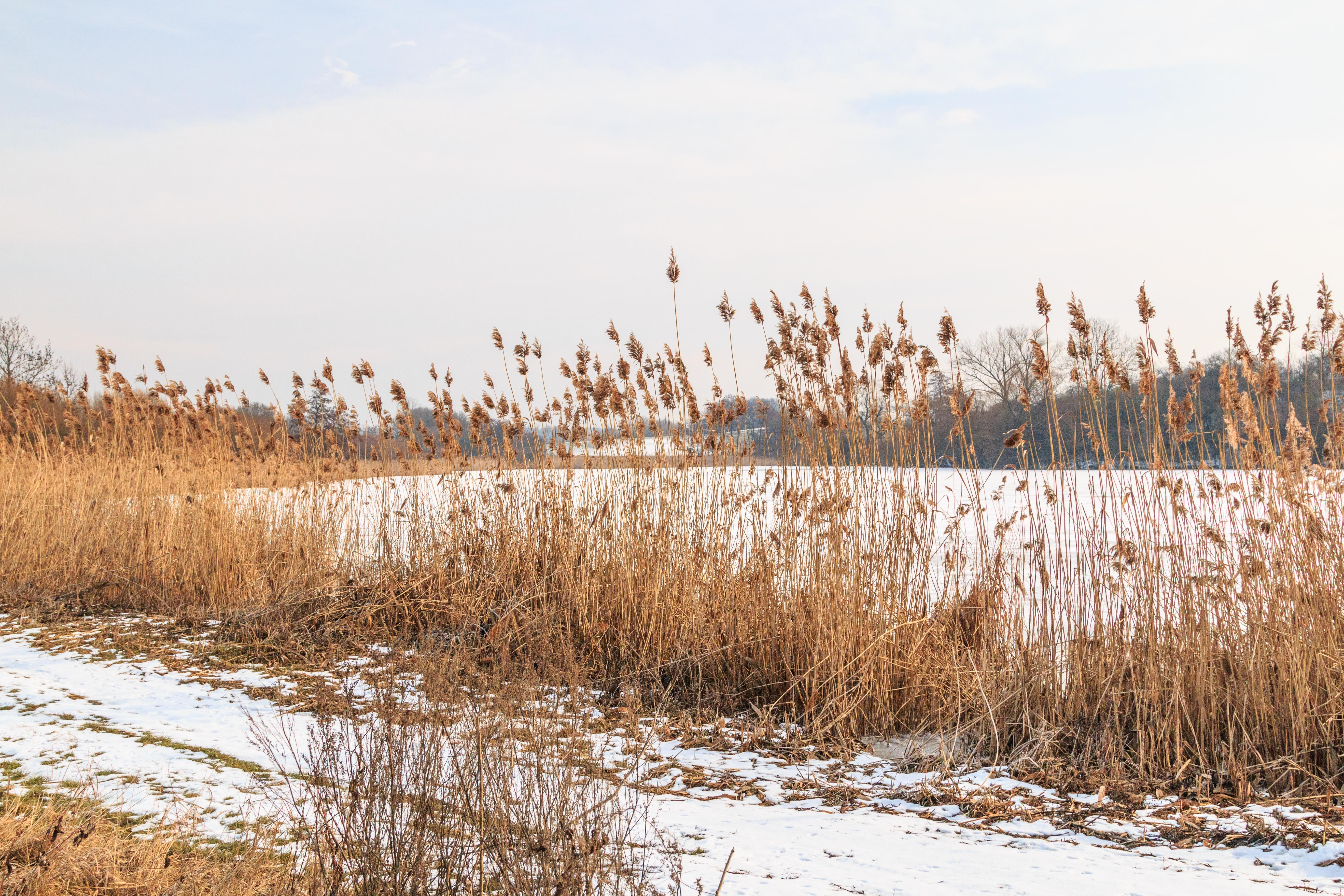
pohled na zamrzlý Bartoušovský rybník